# زبيدة غربية
زبيدة غربية هي إحدى القرى الواقعة تحت السيادة السورية, والتابعة لمحافظة القنيطرة في هضبة الجولان بجنوب غرب سوريا.
مزرعة في هضبة الجولان تتبع قرية رويحينة، ناحية قرى مركز ومنطقة القنيطرة (83ن-900م). تقع في أرض بركانية منبسطة، على الجانب الغربي لوادي الرقاد، يبدأ عندها مسيل زبيدة-رويحينة-وادي الرقاد، جنوب شرق قرية رويحينة 2.5 كم. ومدينة القنيطرة ب10 كم، يزرع سكانها الحبوب والبقول بعلاً، ويربون الأبقار والأغنام، تشرب من شبكة موزعة مجرورة من قرية رويحينة.